# Hieracium odontophyllum
Hieracium odontophyllum es una especie de planta con flor del género Hieracium, de la familia Asteraceae, orden Asterales.

## Distribución
Hieracium odontophyllum se distribuye por Turquía.

## Taxonomía
Fue descrita científicamente por Freyn y Sint.